# Wiktor Swietlitskin
Wiktor Swietlitskin (gr. Βίκτωρ Σβετλίτσκιν; ur. 8 maja 1992) – grecki zapaśnik walczący w stylu wolnym. Czternasty na mistrzostwach Europy w 2013. Brązowy medalista mistrzostw śródziemnomorskich w 2012. Trzeci na ME juniorów w 2012 roku.